# Christine Gomis
Christine Gomis, née le 3 février 1968 à Paris, est une internationale française de basket-ball.

## Palmarès

### Club
compétitions nationales 
- Vainqueur de la Coupe de France 1996, 1997
- Vainqueur du Tournoi de la Fédération 1995, 1998

### Sélection nationale
Championnat du monde
- 9e du Championnat du monde 1994, Australie

Championnat d'Europe
- Médaille d'argent du Championnat d'Europe 1999, Pologne

Autres
- Début en Équipe de France le 27 décembre 1991 à Paris contre l'Italie
- Dernière sélection le 26 novembre 1999 à Varsovie (Pologne) contre la Pologne